# 切尔内什科夫斯基
切尔内什科夫斯基（羅馬化：Chernyshkovskiy）是俄罗斯伏尔加格勒州的市级镇、切尔内什科夫斯基区行政中心，位于齐姆拉河（Цимла）畔，在州府伏尔加格勒西侧。
该地2021年人口有4,857人；2010年人口5,396；2002年人口5,446；1989年人口5,677。